# Mirinda Carfrae
Mirinda Carfrae (* 26. März 1981 in Brisbane) ist eine ehemalige australische Triathletin, Weltmeisterin im Team-Relay (2003), Vizeweltmeisterin U23 auf der olympischen Distanz (2002 und 2003) sowie der Langdistanz (2005). Außerdem gewann sie dreimal die Ironman World Championship (2010, 2013, 2014) sowie 2007 die Ironman 70.3 World Championship. Sie wird in der Bestenliste australischer Triathletinnen auf der Ironman-Distanz und in der Bestenliste der Triathletinnen auf der Ironman-Distanz geführt.

## Werdegang
Mirinda Carfrae begann im Jahr 2000 mit dem Triathlon und startete von 2001 bis 2005 für Australien bei den Weltmeisterschaften der Internationalen Triathlon Union über die Kurzdistanz, wo sie 2002 und 2003 jeweils mit der Silbermedaille in der U23 geehrt wurde. 2003 wurde sie in Tiszaújváros gemeinsam mit Pip Taylor und Nikki Butterfield Weltmeisterin im Team-Relay. Ihr Spitzname ist „Rinnie“.

### Vizeweltmeisterin Triathlon Langdistanz 2005
Beim Triathlon International de Nice siegte sie 2004 erstmals auch über die Langdistanz und 2005 wurde sie hinter der Belgierin Kathleen Smet Vizeweltmeisterin auf der Langdistanz.

2007 gewann Carfrae die Ironman 70.3 World Championship (Halbdistanz: 1,9 km Schwimmen, 90 km Radfahren und 21,1 km Laufen).

### Siegerin Ironman World Championship 2010
Im Oktober 2010 siegte sie bei ihrem zweiten Start auf Hawaii bei der Ironman World Championship (3,86 km Schwimmen, 180,2 km Radfahren und 42,195 km Laufen). 2013 konnte sie diesen Erfolg wiederholen und mit ihrer Siegerzeit von 8:52:14 h den Streckenrekord der Britin Chrissie Wellington um fast zwei Minuten unterbieten. Bei der Challenge Roth war sie 2014 mit ihrer Zeit von 8:38:53 h siegreich.
Im Jahr darauf konnte sich Carfrae bei ihrem sechsten Start beim Ironman Hawaii mit dem schnellsten Marathon in der Geschichte der Veranstaltung (2:50:26 Stunden) erst etwa 7 km vor dem Ziel noch an die Spitze setzen und ihren dritten Titel auf Hawaii erzielen. Damit zog sie ihrem Landsmann Craig Alexander gleich, der auf Hawaii ebenfalls dreimal siegreich war, und war nach Paula Newby-Fraser, Natascha Badmann und Chrissie Wellington die vierte Frau, die beim Ironman Hawaii öfter als zweimal triumphierte.
Das Preisgeld für ihren Sieg beim Ironman Hawaii 2014 in Höhe von 120.000 US$ reichte bereits aus, um sie hinter der Schweizerin Daniela Ryf in diesem Jahr zur insgesamt zweitbestverdienenden Athletin der Ironman-Weltserie zu machen.
Mit ihrer Teilnahme beim Ironman Austria im Juni 2016 startete sie erstmals bei einem Rennen in Europa und sie konnte das Rennen nach 8:41:17 Stunden mit neuem Streckenrekord gewinnen. Mirinda Carfrae wird trainiert von Siri Lindley. 2017 legte sie eine Mutterschaftspause ein
Im Juni 2018 wurde sie Zweite im Ironman Cairns. Beim Ironman Hawaii belegte die damals 37-Jährige im Oktober 2018 als beste Australierin den fünften Rang. In der Corona-Zeit überbrückte sie die sportliche Lücke mit Teilnahmen an virtuellen Wettkämpfe zuhause.
Im März 2023 erklärte die 41-Jährige ihre aktive Zeit als beendet. Mirinda und ihr Ehemann haben sich im gleichen Jahr vorgenommen, in das Trainergeschäft einzusteigen unter Nutzung digitaler Trainingspläne und künstlicher Intelligenz.

### Privates
Mirinda Carfrae lebte viele Jahre in Logan City (Queensland) und seit ihrer Hochzeit mit Timothy O’Donnell (* 1980) im Dezember 2013 lebt sie mit ihm zusammen in Boulder (Colorado).
Im August 2017 kam ihre Tochter  zur Welt und seit Januar 2021 ist sie Mutter eines Sohnes. Gegenwärtig ist sie mit dem dritten Kind schwanger (11.2023).

## Auszeichnungen
- Im März 2018 wurde Mirinda Carfrae als „Greatest Female Pro Triathlete all time Australia/New Zealand“ ausgezeichnet[12].

## Sportliche Erfolge
| Datum/Jahr    | Platz | Wettbewerb                                | Austragungsort | Zeit     | Bemerkung |
| ------------- | ----- | ----------------------------------------- | -------------- | -------- | --- |
| 24. Apr. 2015 | 4     | St. Anthony’s Triathlon                   | St. Petersburg | 02:02:20 | |
| 7. Juni 2015  | 3     | Escape from Alcatraz Triathlon            | San Francisco  | 02:15:32 | hinter Ashleigh Gentle und Lauren Goss                                                                                  |
| 31. Aug. 2014 | 12    | Hy-Vee Triathlon 5150                     | Des Moines     | 02:01:40 | U.S. Championships |
| 1. Juni 2014  | 2     | Escape from Alcatraz Triathlon            | San Francisco  | 02:18:05 | |
| 7. Dez. 2008  | 2     | Laguna Phuket Triathlon                   | Phuket         | 02:50:02 | |
| 1. Juni 2008  | 3     | Escape from Alcatraz Triathlon            | San Francisco  | 02:16:47 | hinter der Siegerin Leanda Cave                                                                                         |
| 2. Dez. 2007  | 2     | Laguna Phuket Triathlon                   | Phuket         | 02:44:28 | |
| 9. Sep. 2007  | 3     | Los Angeles Triathlon                     | Los Angeles    | 02:07:17 | [ 13 ] |
| 10. Sep. 2005 | 31    | ITU Triathlon World Championships         | Gamagōri       | 02:04:43 | |
| 6. Dez. 2003  | 2     | ITU Triathlon World Championship U23      | Queenstown     | 02:11:53 | Vizeweltmeisterin U23                                                                                                   |
| 31. Juli 2003 | 1     | ITU Triathlon Team World Championship     | Tiszaujvaros   | 01:11:11 | Weltmeisterin Staffel, mit Nikki Butterfield und Pip Taylor (3 × 250 m Schwimmen, 6,67 km Radfahren und 1,67 km Laufen) |
| 2. Nov. 2003  | 4     | Noosa Triathlon                           | Noosa          | 02:01:08 | hinter Emma Snowsill, Rina Hill und Nikki Egyed                                                                         |
| 15. Apr. 2003 | 2     | OTU Triathlon Oceania Championships       | Queenstown     | 02:07:06 | Ozeanische Vizemeisterin                                                                                                |
| 9. Nov. 2002  | 2     | ITU Triathlon World Championship U23      | Cancún         | 02:02:41 | Vizeweltmeisterin U23                                                                                                   |
| 22. Juli 2001 | 28    | ITU Triathlon World Championship Junioren | Edmonton       | 02:15:19 | |

| Datum/Jahr    | Platz | Wettbewerb                      | Austragungsort              | Zeit     | Bemerkung |
| ------------- | ----- | ------------------------------- | --------------------------- | -------- | --- |
| 10. Juli 2022 | 2     | Ironman 70.3 Oregon             | Salem (Oregon)              |          | |
| 2021          | 4     | Ironman 70.3 Augusta            | Augusta                     | 04:10:33 | |
| 22. Aug. 2021 | 2     | Ironman 70.3 Timberman          | Gilford                     |          | |
| 3. Nov. 2019  | 1     | Ironman 70.3 Los Cabos          | Los Cabos                   | 04:31:36 | |
| 23. Juni 2019 | 1     | Ironman 70.3 Mont-Tremblant     | Mont-Tremblant              | 04:11:51 | |
| 2. Juni 2019  | 1     | Ironman 70.3 Victoria           | Victoria (British Columbia) | 04:21:26 | |
| 23. Sep. 2018 | 1     | Ironman 70.3 Augusta            | Augusta                     | 04:05:36 | |
| 5. Aug. 2018  | 2     | Ironman 70.3 Gdynia             | Gdynia                      | 04:20:46 | hinter Daniela Ryf |
| 13. Mai 2018  | 2     | Ironman 70.3 Monterrey          | Monterrey                   | 04:08:25 | |
| 8. Apr. 2018  | 2     | Ironman 70.3 Texas              | Galveston Island            | 04:09:50 | |
| 21. Aug. 2016 | 1     | Ironman 70.3 Timberman          | Gilford                     | 04:22:22 | |
| 20. März 2016 | 3     | Ironman 70.3 Monterrey          | Monterrey                   | 04:15:11 | |
| 12. Juli 2015 | 3     | Ironman 70.3 Vineman            | Guerneville                 | 04:18:33 | hinter Meredith Kessler und Magali Tisseyre |
| 2. Mai 2015   | 8     | Ironman 70.3 St. George         | St. George                  | 04:27:31 | North American Pro Championship |
| 6. Dez. 2014  | 15    | Challenge Bahrain               | Bahrain                     | 04:27:33 | |
| 6. Juli 2014  | 1     | Challenge St. Andrews           | St. Andrews                 | 04:18:35 | Sieg bei der Erstaustragung |
| 4. Mai 2014   | 4     | Ironman 70.3 St. Croix          | Saint Croix                 | 04:46:39 | |
| 8. Sep. 2013  | 1     | Ironman 70.3 Muskoka            | Huntsville                  | 04:29:34 | |
| 21. Juli 2013 | 2     | Ironman 70.3 Racine             | Oceanside                   | 04:15:51 | hinter Angela Naeth |
| 30. März 2013 | 8     | Ironman 70.3 California         | Oceanside                   | 04:25:43 | |
| 17. März 2013 | 14    | Ironman 70.3 Puerto Rico        | San Juan                    | 04:40:41 | |
| 15. Juli 2012 | 1     | Ironman 70.3 Lake Stevens       | Washington                  | 04:26:38 | |
| Juli 2012     | 3     | Ironman 70.3 Muncie             | Muncie                      | 02:15:33 | |
| 22. Apr. 2012 | 3     | Ironman 70.3 New Orleans        | New Orleans                 | 03:47:28 | Witterungsbedingt wurde das Rennen auf verkürztem Kurs – ohne die Schwimmdistanz – ausgetragen.                                                            |
| 17. Juli 2011 | 3     | Vineman Ironman 70.3            | Sonoma County               | 04:17:49 | [ 15 ] |
| 12. Juni 2011 | 1     | Eagleman Ironman 70.3           | Cambridge (Maryland)        | 04:15:31 | |
| 1. Mai 2011   | 3     | Ironman 70.3 St. Croix          | St. Croix                   | 04:36:01 | |
| 3. Apr. 2011  | 1     | Ironman 70.3 California         | Oceanside                   | 04:26:18 | dritter Sieg an der kalifornischen Küste |
| 13. Sep. 2010 | 1     | Ironman 70.3 Muskoka            | Muskoka                     | 04:28:36 | Mirinda Carfrae konnte ihren Sieg aus dem Vorjahr in Huntsville erfolgreich verteidigen.                                                                   |
| 1. Aug. 2010  | 1     | Ironman 70.3 Calgary            | Calgary                     | 04:21:32 | Titelverteidigung |
| 18. Juli 2010 | 1     | Vineman Ironman 70.3            | Sonoma County               | 04:15:51 | [ 16 ] |
| 27. März 2010 | 1     | Ironman 70.3 California         | Oceanside                   | 04:20:09 | Mirinda Carfrae wiederholte ihren Sieg aus dem Vorjahr mit neuem Streckenrekord und einer neuen Rekordzeit von 1:17:34 h auf der Halbmarathon-Laufstrecke. |
| 13. Sep. 2009 | 1     | Ironman 70.3 Muskoka            | Muskoka                     | 04:24:48 | |
| 2. Aug. 2009  | 1     | Ironman 70.3 Calgary            | Calgary                     |          | Siegerin bei der Erstaustragung in der Provinz Alberta |
| 14. Juni 2009 | 1     | Eagleman Ironman 70.3           | Cambridge (Maryland)        | 04:13:27 | |
| 4. Apr. 2009  | 1     | Ironman 70.3 California         | Oceanside                   | 04:25:02 | [ 17 ] |
| Feb. 2008     | 1     | Ironman 70.3 Geelong            | Geelong                     | 04:24:27 | |
| 10. Nov. 2007 | 1     | Ironman 70.3 World Championship | Clearwater                  | 04:07:25 | |
| 2. Sep. 2007  | 2     | Ironman 70.3 Singapore          | Singapur                    | 04:17:17 | Bei der Erstaustragung in Singapur erreichte Carfrae den zweiten Rang hinter der Siegerin Belinda Granger.                                                 |
| 10. Juni 2007 | 2     | Eagleman Ironman 70.3           | Cambridge (Maryland)        | 04:13:19 | |
| 11. Nov. 2006 | 3     | Ironman 70.3 World Championship | Clearwater                  | 04:16:44 | |
| 7. Mai 2006   | 1     | Ironman 70.3 St. Croix          | St. Croix                   | 04:30:13 | |
| 2006          | 1     | Ironman 70.3 Baja               | Ensenada                    | 04:31:12 | bei der Erstaustragung |
| 13. Juni 2005 | 3     | Eagleman Ironman 70.3           | Cambridge (Maryland)        | 04:25:25 | |
| 3. Mai 2005   | 2     | Ironman 70.3 St. Croix          | St. Croix                   | 04:35:21 | |

| Datum/Jahr    | Platz | Wettbewerb                                      | Austragungsort | Zeit     | Bemerkung |
| ------------- | ----- | ----------------------------------------------- | -------------- | -------- | --- |
| 12. Okt. 2019 | DNF   | Ironman Hawaii                                  | Hawaii         | –        | Rennabbruch auf der Radstrecke |
| 13. Okt. 2018 | 5     | Ironman Hawaii                                  | Hawaii         | 08:50:45 | |
| 10. Juni 2018 | 2     | Ironman Cairns                                  | Cairns         | 08:59:17 | |
| 8. Okt. 2016  | 2     | Ironman Hawaii                                  | Hawaii         | 09:10:30 | |
| 26. Juni 2016 | 1     | Ironman Austria                                 | Klagenfurt     | 08:41:17 | Siegerin bei ihrem ersten Ironman-Start mit neuem Streckenrekord und einer Marathonzeit von 2:49:06 h                                                                   |
| 10. Okt. 2015 | DNF   | Ironman Hawaii                                  | Hawaii         | –        | Rennabbruch auf der Radstrecke nach Rückenproblemen |
| 22. März 2015 | 7     | Ironman Melbourne                               | Melbourne      | 09:08:39 | |
| 11. Okt. 2014 | 1     | Ironman Hawaii                                  | Hawaii         | 09:00:55 | Dritter Titel für Carfrae bei den Ironman World Championships |
| 20. Juli 2014 | 1     | Challenge Roth                                  | Roth           | 08:38:53 | Siegerin mit persönlicher Bestzeit auf der Ironman-Distanz; 2:50:26 h für die Marathondistanz                                                                           |
| 12. Okt. 2013 | 1     | Ironman Hawaii                                  | Hawaii         | 08:52:14 | Carfrae gewann nach 2010 mit neuem Streckenrekord und der schnellsten Laufzeit für die Marathon-Distanz (2:50:38 h) die Ironman World Championships                     |
| 3. Nov. 2012  | 2     | Ironman Florida                                 | Panama City    | 09:05:03 | |
| 13. Okt. 2012 | 3     | Ironman Hawaii                                  | Hawaii         | 09:21:41 | |
| 25. März 2012 | 3     | Ironman Melbourne                               | Melbourne      | 09:04:00 | Dritte bei der Erstaustragung |
| 8. Okt. 2011  | 2     | Ironman Hawaii                                  | Hawaii         | 08:57:57 | Zweite bei der Ironman World Championship mit der schnellsten Laufzeit für die Marathon-Distanz (2:52:09 h)                                                             |
| 5. März 2011  | 2     | Ironman New Zealand                             | Taupō          | 09:31:33 | [ 23 ] |
| 9. Okt. 2010  | 1     | Ironman Hawaii                                  | Hawaii         | 08:58:36 | Mirinda Carfrae gewinnt mit der viertschnellsten je auf Hawaii erreichten Gesamtzeit und der bisher schnellsten Marathon-Zeit (2:53 h) die Ironman World Championships. |
| 10. Okt. 2009 | 2     | Ironman Hawaii                                  | Hawaii         | 09:13:59 | Bei ihrem ersten Start auf Hawaii wurde Mirinda Carfrae mit neuem Rekord auf der Marathonstrecke (2:56:51 h) Zweite bei der Ironman World Championship.                 |
| 6. Aug. 2005  | 2     | ITU Long Distance Triathlon World Championships | Fredericia     | 06:27:10 | Vizeweltmeisterin über die Langdistanz hinter Kathleen Smet |
| 26. Sep. 2004 | 1     | Triathlon International de Nice                 | Nizza          | 07:15:07 | |

(DNF – Did Not Finish)